# Łowcy złota
Łowcy złota (ang. The Gold Hunters) – powieść przygodowa Jamesa Olivera Curwooda, wydana w 1909 roku. Kontynuacja powieści Łowcy wilków.
Akcja powieści rozgrywa się na kanadyjskiej Północy, gdzie troje bohaterów - Rod, Wabigoon i Mukoki - wyrusza na niebezpieczną wyprawę, aby odnaleźć złoto. Ich przygoda zaczyna się od dramatycznego pościgu za „psią pocztą”, a napięcie rośnie, gdy dowiadują się, że Minnetaki, siostra Wabiego, została porwana przez plemię Woongów. Tropiąc porywaczy, bohaterowie muszą stawić czoła dzikiej przyrodzie, morderczym przeciwnikom oraz wyczerpującym warunkom. W trakcie wędrówki walczą o przetrwanie, wykorzystując swoją wiedzę i odwagę, aby odkryć ukryte złoto i uratować Minnetaki. Powieść łączy w sobie elementy przygodowe, emocje i niesamowitą atmosferę dziewiczej, zimowej krainy, przedstawiając wartości przyjaźni, determinacji i lojalności w obliczu przeciwności losu. 
Kontynuacją Łowców złota, napisaną przez polską tłumaczkę Curwooda Halinę Borowikową, używającą pseudonimu Jerzy Marlicz, jest powieść Łowcy przygód.

## Wydania polskie:
- Łowcy złota, tłum. Jerzy Marlicz, wydanie skrócone[1], wyd. 1928[2]
- Łowcy złota, tłum. Sebastian Czarnecki, wyd. 2024[3]